# Joaquim Benite
Joaquim Benite ComIH (1943 – 5 de dezembro de 2012) foi um encenador e director português. Fundador da Companhia de Teatro de Almada.
Crítico do Diário de Lisboa, fundou em 1970 o Grupo de Campolide, estreando-se na encenação com O Avançado-Centro Morreu ao Amanhecer, de Agustin Cuzzani. Em 1977 o Grupo de Campolide profissionaliza-se e instala-se no Teatro da Trindade, onde dirige 1383, 0 Santo Inquérito, de Dias Gomes. Em 1978 o grupo transfere-se para Almada, onde se estreia com Aventuras de Till Eulenspiegel, de Charles de Coster.
Ao longo da sua actividade como encenador deu a conhecer, em estreia, autores portugueses como José Saramago, Virgílio Martinho e Fonseca Lobo. Encenou obras de António José da Silva, Pablo Neruda, Edward Albee, Eugene O'Neill, Shakespeare, Mikhail Bulgakov, Albert Camus, António Skármeta, Sanchis Sinisterra, Brecht, entre outros. É autor de numerosos textos, no campo do teatro, a par de várias actividades pedagógicas.
Manteve-se durante mais de uma década como director da Companhia de Teatro de Almada, dirigindo também a revista de Cadernos, o Festival de Teatro de Almada e a colecção Textos de Almada.
Em julho de 2007, foi condecorado com as insígnias de cavaleiro da Ordem das Artes e das Letras de França.
A 26 de Março de 2010, foi feito Comendador da Ordem do Infante D. Henrique.
Joaquim Benite morreu na madrugada de 5 de Dezembro de 2012 na sequência de problemas respiratórios devido a uma pneumonia.